# 賀桂齡
賀桂齡，會稽人，寄籍湖南善化。晚清官員。

## 生平
賀桂齡為道光二十七年（1847年）考中丁未科二甲第五十五名進士，與張之萬、李鴻章、沈葆楨等同榜。出任廣東潮陽知縣，權潮州府通判，擢府同知。兄賀長齡、贺熙龄皆為進士。